# Бомбено оръдие
Бомбеното оръдие е гладкостволно оръдие, принадлежащо към типа на дългите гаубици. В Русия бомбените оръдия за първи път се появяват през 18 век и се поставят предимно в приморските крепости; те се наричат 2 пудови или 2 картаунни еднорози. В началото на 19 век във Великобритания и Франция бомбените оръдия се употребяват на плавателни съдове, достигайки 5 пуда (1 пуд е равен на 40 фунта) или калибър 333 mm. В Русия те, а именно 3 пудовите (273 mm), са поставяни и на въоръжение в сухопътните крепости, тъй като те имат значителна за своето време далечина на стрелбата (до 4000 m), а техните снаряди, имащи значително фугасно действие и голям разрушителен заряд (8 фунта – 3,3 kg), са много ефективни против земни укрепления. Към края на 19 век бомбените оръдия напълно излизат от употреба.